# Kronosaurus
 Kronosaurus (von Kronos, dem Anführer der Titanen der griechischen Mythologie) ist eine der größten bislang bekannten Gattungen der Pliosaurier. Kronosaurus lebte im ungefähren Zeitraum von vor 125 bis 100 Millionen Jahren in einem flachen Meer der jüngeren Unterkreide, welches Australien bedeckte.

## Entdeckungsgeschichte
Das erste Fossil, ein Unterkieferfragment mit sechs Zähnen, wurde 1889 bei Hughenden in Queensland gefunden. Longman beschrieb Kronosaurus queenslandicus 1924. 1931 bis 32 wurden zwei sehr große unvollständige Skelette 35 km nördlich von Richmond gefunden und teilweise mit Dynamit freigelegt. Insgesamt vier Tonnen fossilhaltiges Gestein wurden zur Harvard University nach Massachusetts versandt und in den 1950er Jahren unter anderem durch den amerikanischen Paläontologen Alfred Romer mit Hilfe von viel Kunststoff zusammengesetzt. Zyniker gaben dem 13 Meter langen Fossil daraufhin den Namen „Plasterosaurus“ (von engl. plaster für Gips). Inzwischen hat sich allerdings herausgestellt, dass das Skelett falsch rekonstruiert wurde und maximal neun Meter lang war. Romer und Kollegen hatten zu viele Wirbel verwendet. Eine jüngere Schätzung geht von 10,5 Metern und 11 Tonnen als Maximum aus.
1992 beschrieb Oliver Hampe eine zweite Art, K. boyacensis, nach einem Fund von 1977 in Villa de Leyva in Kolumbien. 

## Merkmale
Kronosaurus hatte 12 Hals-, 19 bis 20 Rumpf-, 4 bis 5 Kreuzbein-, 3 Becken- und etwa 31 Schwanzwirbel und wurde neun Meter lang, bei einer Schädellänge von 2,2 bis 2,36 Meter. Die Flossen des kolumbianischen Exemplars erreichten eine maximale Länge von 2,62 Meter. Der Schädel des Harvard-Exemplars war sehr robust, hoch und hatte einen Knochenkamm. Später gefundene Schädel waren flacher und unterschieden sich deutlich vom Harvard-Exemplar. Trotzdem werden sie zur gleichen Art gezählt. Möglicherweise ist auch der Schädel falsch rekonstruiert. Das kolumbianische Exemplar unterscheidet sich durch die verdickten Rippen von allen anderen Pliosauriern und ist möglicherweise eine weitere Gattung.
Der kräftige Kiefer mit den starken Zähnen lässt vermuten, dass Kronosaurus sich weniger von Fisch, sondern vielmehr größerer Beute wie anderen marinen Reptilien ernährte. Das 1980 in Queensland gefundene Fossil des Elasmosauriden Woolungasaurus wies Bissmarken sehr großer Zähne auf. Möglicherweise war das Reptil dem Angriff eines Kronosaurus erlegen.

## Arten

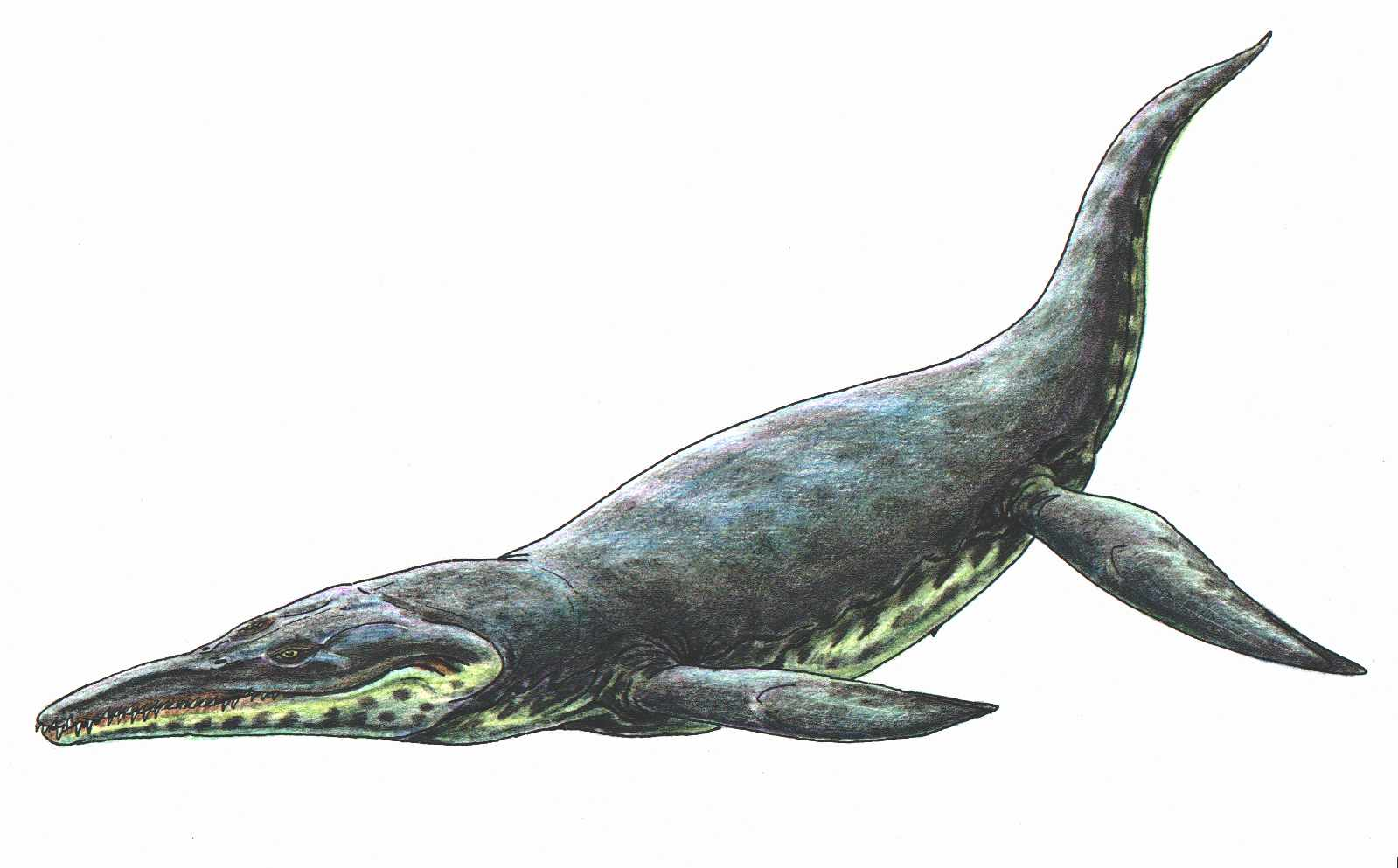
Lebendrekonstruktion von Kronosaurus

- Kronosaurus queenslandicus, Typusart
- Kronosaurus boyacensis